# Huub Smit
Huub Smit (Eindhoven, 16 juli 1978) is een Nederlands acteur. Hij speelde onder andere Richard Batsbak in 35 afleveringen van New Kids.

## Biografie
Smit woonde in Eindhoven, Best en Son en Breugel en doorliep het Christiaan Huygens College in Eindhoven. Hij volgde de opleiding Docerend Theatermaker aan de Fontys Academie voor Drama, nadat hij eerder kort voor Docent Lichamelijke Opvoeding studeerde. Hij begon in 2001 met verschillende rollen in het experimentele De Pulpshow (2001). Met verschillende van de mensen met wie hij daarvoor samenwerkte, begon hij in 2007 de komedieserie New Kids, waarin hij hoofdpersonage Richard Batsbak speelde. Dit resulteerde in 35 afleveringen in de loop van drie seizoenen plus twee bioscoopfilms, New Kids Turbo en New Kids Nitro.
Verder was Smit te zien in Smeris.

## Filmografie
| Jaar      | Titel                                    | Rol                                              |
| --------- | ---------------------------------------- | ------------------------------------------------ |
| 2024      | Ferry 2                                  | Dennis de Vries                                  |
| 2023      | Ferry The Series                         | Dennis de Vries                                  |
| 2022      | Kwestie van geduld                       | Willy Cordang                                    |
| 2021      | Just Say Yes                             | Fritz                                            |
| 2020      | Kruimeltje en de strijd om de goudmijn   | Rinus (film)                                     |
| 2020      | De Oost                                  | Luitenant Hartman                                |
| 2019      | Undercover                               | Dennis de Vries                                  |
| 2019-2020 | De regels van Floor                      | agent                                            |
| 2019      | De Kluis                                 | Zichzelf                                         |
| 2018      | Eindhoven presents: "Een Kei Fijne Film" | Ambtenaar gemeente Eindhoven                     |
| 2018      | Superjuffie                              | Agent (film)                                     |
| 2018      | Mannen van Mars                          | Peter (film)                                     |
| 2018      | Taal is zeg maar echt mijn ding          | Wegwerker (film)                                 |
| 2017      | Quiet Nights Again                       | Shrink (korte film)                              |
| 2017      | Ghost Corp                               | T-Jizz (film)                                    |
| 2017      | De mannentester                          | Donny (afl. De Nooijer)                          |
| 2017      | Suspects                                 | Stan Vermeulen (afl. Dubbele moord)              |
| 2017      | Ron Goossens, Low Budget Stuntman        | Hans (film)                                      |
| 2016      | Intocht van Sinterklaas                  | Politieagent bij het Pietenhuis (televisieserie) |
| 2016      | Dokter Tinus                             | Clemens de Winter (afl. De gijzeling)            |
| 2016      | Riphagen                                 | Toon Kuijper (film)                              |
| 2016      | Toon                                     | Stef (afl. Videoclip en Afscheid)                |
| 2016      | De Helleveeg                             | Albert Senior (film)                             |
| 2016      | Second Date                              | Patrick de Waal (korte film)                     |
| 2015      | Hallo bungalow                           | Boon (film)                                      |
| 2015      | Gips                                     | Vader (NPO-korte film)                           |
| 2015      | De Grote Zwaen                           | Agent Bart (film)                                |
| 2015      | Popoz                                    | Ivo (film)                                       |
| 2015      | Penoza                                   | Heroïne dealer (televisieserie)                  |
| 2015      | Dames 4                                  | Geert (film)                                     |
| 2014      | Smeris                                   | Leon Duinkerk (televisieserie)                   |
| 2013      | Bro's Before Ho's                        | Jordy (film)                                     |
| 2013      | Wolf                                     | Medewerker geldtransport (film)                  |
| 2013      | Popoz                                    | Ivo (televisieserie, 2013 - 2014)                |
| 2012      | Van God Los                              | Eddy de Waas (afl. Hardcore Never Dies)          |
| 2011      | Van God Los                              | Rood petje (afl. Doodslag)                       |
| 2011      | New Kids Nitro                           | Richard Batsbak (film)                           |
| 2010      | De Lucha Boys                            | Max (korte film)                                 |
| 2010      | New Kids Turbo                           | Richard Batsbak (film)                           |
| 2007-2011 | New Kids                                 | Richard Batsbak (35 afleveringen)                |

## Trivia
- Smit was drie jaar professioneel inlineskater in internationale wedstrijden.
- Smit is Ambassadeur voor de Stichting No Guts, No Glory[1]
- In 2005 speelde hij in een televisiereclame voor Lowcall.
- In 2012 speelde hij in een televisiereclame voor Essent.
- In 2015 speelde hij in een televisiereclame voor Pearle.
- In 2017 speelde hij in een televisiereclame voor Qmusic "het geluid". (man met tuinslang)
- In 2017 speelde hij in een televisiereclame voor "De Vakantie Discounter".
- Vanaf 2018 speelt hij verschillende rollen voor Bavaria.